# 菊田拡和
菊田 拡和（きくた ひろかず、2001年7月23日 - ）は、茨城県土浦市出身の元プロ野球選手。右投右打。

## 経歴

### プロ入り前
土浦市立真鍋小学校1年時に牛久リトルで野球を始め、U-12日本代表に投手で選出されW杯に出場。土浦市立土浦第二中学校では取手ファイトクラブに所属し全国大会に出場。
常総学院高等学校では1年夏からベンチ入りし、2年夏の県大会は3番打者を務め準優勝。常総のバレンティンの異名で注目されるも、3年夏は県大会ベスト8で敗退し甲子園出場はなかった。高校通算本塁打は58本。
2019年10月17日に行われた2019年のプロ野球ドラフト会議において読売ジャイアンツから3巡目で指名され、契約金5000万円、年俸600万円で入団した（金額は推定）。背番号は60。担当スカウトは内田強。

### 巨人時代
2020年はイースタン・リーグ44試合に出場し、打率.199、1本塁打、10打点を記録。オフに、現状維持の推定年俸600万円で契約を更改した。
2022年は7月18日に初めて一軍に昇格した。しかし試合に出場することなく自身のコロナ感染により7月24日をもって特例2022により一軍出場選手登録を抹消された。二軍では86試合出場し、打率.251、4本塁打、35打点を記録した。
2023年は二軍で開幕を迎えたが、5月8日までに打率.295、4本塁打、10打点を記録。5月9日に一軍に昇格をした。同日の9回表に代打として出場し、一軍初出場、初打席を迎えた。初打席を含め6打席の出場機会があったものの安打を記録できず、5月25日に一軍出場選手登録を抹消された。11月18日、20万円増となる推定年俸640万円で契約を更改した。
2024年、腰のヘルニアにより3月からリハビリを続け、実戦復帰は8月となった。同年の一軍出場を果たせないまま、9月30日に戦力外通告を受けた。

### 巨人退団後
2024年12月25日に社会人野球のミキハウス硬式野球部に加入することが発表された。2025年4月1日にはミキハウスの入社式に出席し、同社の物流部門に配属され、製品の梱包業務に携わると発表された。

## 選手としての特徴
身長182cm、体重94kgの厚みのある肉体から放たれる本塁打が期待される右の長距離砲。
中学時代は幽霊部員ではあったが陸上部に所属。3年生の時に参加した茨城県南陸上記録会の砲丸投げでぶっつけ本番にもかかわらず4位に入賞し、県大会に出場した。
50メートル走6秒3の脚力と、遠投100メートルの強肩を持つ。

## 詳細情報

### 年度別打撃成績
| 年 度     | 球 団     | 試 合 | 打 席 | 打 数 | 得 点 | 安 打 | 二 塁 打 | 三 塁 打 | 本 塁 打 | 塁 打 | 打 点 | 盗 塁 | 盗 塁 死 | 犠 打 | 犠 飛 | 四 球 | 敬 遠 | 死 球 | 三 振 | 併 殺 打 | 打 率 | 出 塁 率 | 長 打 率 | O P S |
| --------- | --------- | ----- | ----- | ----- | ----- | ----- | -------- | -------- | -------- | ----- | ----- | ----- | -------- | ----- | ----- | ----- | ----- | ----- | ----- | -------- | ----- | -------- | -------- | ----- |
| 2023      | 巨人      | 6     | 6     | 5     | 1     | 0     | 0        | 0        | 0        | 0     | 0     | 0     | 0        | 0     | 0     | 1     | 0     | 0     | 0     | 0        | .000  | .167     | .000     | .167  |
| 通算：1年 | 通算：1年 | 6     | 6     | 5     | 1     | 0     | 0        | 0        | 0        | 0     | 0     | 0     | 0        | 0     | 0     | 1     | 0     | 0     | 0     | 0        | .000  | .167     | .000     | .167  |

- 2024年度シーズン終了時

### 年度別守備成績
| 年 度 | 球 団 | 三塁  | 三塁  | 三塁  | 三塁  | 三塁  | 三塁     |
| 年 度 | 球 団 | 試 合 | 刺 殺 | 補 殺 | 失 策 | 併 殺 | 守 備 率 |
| ----- | ----- | ----- | ----- | ----- | ----- | ----- | -------- |
| 2023  | 巨人  | 3     | 0     | 0     | 1     | 0     | .000     |
| 通算  | 通算  | 3     | 0     | 0     | 1     | 0     | .000     |

- 2024年度シーズン終了時

### 記録
初記録
- 初出場：2023年5月9日、対横浜DeNAベイスターズ6回戦（HARD OFF ECOスタジアム新潟）、9回表に中山礼都の代打で出場
- 初打席：同上、9回表に坂本裕哉から遊ゴロ

### 背番号
- 60（2020年 - 2024年）